# Sztabin
Sztabin (lit. Štabinas, Stabinis) – wieś (dawniej miasto) w Polsce położona w województwie podlaskim, w powiecie augustowskim, w gminie Sztabin. Leży nad Biebrzą.
Sztabin uzyskał lokację miejską przed 1760 rokiem, zdegradowany w 1801 roku. Miasto magnackie położone było w końcu XVIII wieku w powiecie grodzieńskim województwa trockiego. W latach 1975–1998 miejscowość położona była w województwie suwalskim.
Miejscowość jest siedzibą gminy Sztabin.

## Historia
Tereny obecnej Gminy Sztabin zamieszkiwali niegdyś Jaćwingowie. W 1506 roku król Aleksander Jagiellończyk nadał część tych ziem rodowi Chreptowiczów.
Wieś założył Adam Chreptowicz przed 1598 rokiem, przy przeprawie rzecznej, na trakcie z Augustowa do Knyszyna. Na początku istnienia przez ponad półtora wieku nosiła nazwę Osinki.
W 1627 r. z fundacji Adam Chreptowicza zbudowano tu cerkiew unicką, która stanęła w miejscu kaplicy prawosławnej ufundowanej w 1513 roku przez Teodora Bohdanowicza Chreptowicza. Około 1656 roku cerkiew tę przemianowano na kościół rzymskokatolicki.
Nazwa Sztabin została wprowadzona w 1760 roku przez Joachima Chreptowicza, kanclerza Wielkiego Księstwa Litewskiego. Wyznaczył on trójkątny rynek i sieć ulic. Osada stała się głównym centrum handlowym dóbr krasnoborskich (Chreptowiczów, a później Brzostowskich). Pod koniec XVII wieku zaczęła przekształcać się w ośrodek miejski. W 1766 roku Sztabin uzyskał przywilej królewski na targi i jarmarki.

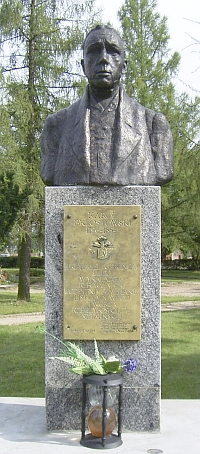
Popiersie Karola Brzostowskiego na placu w Sztabinie

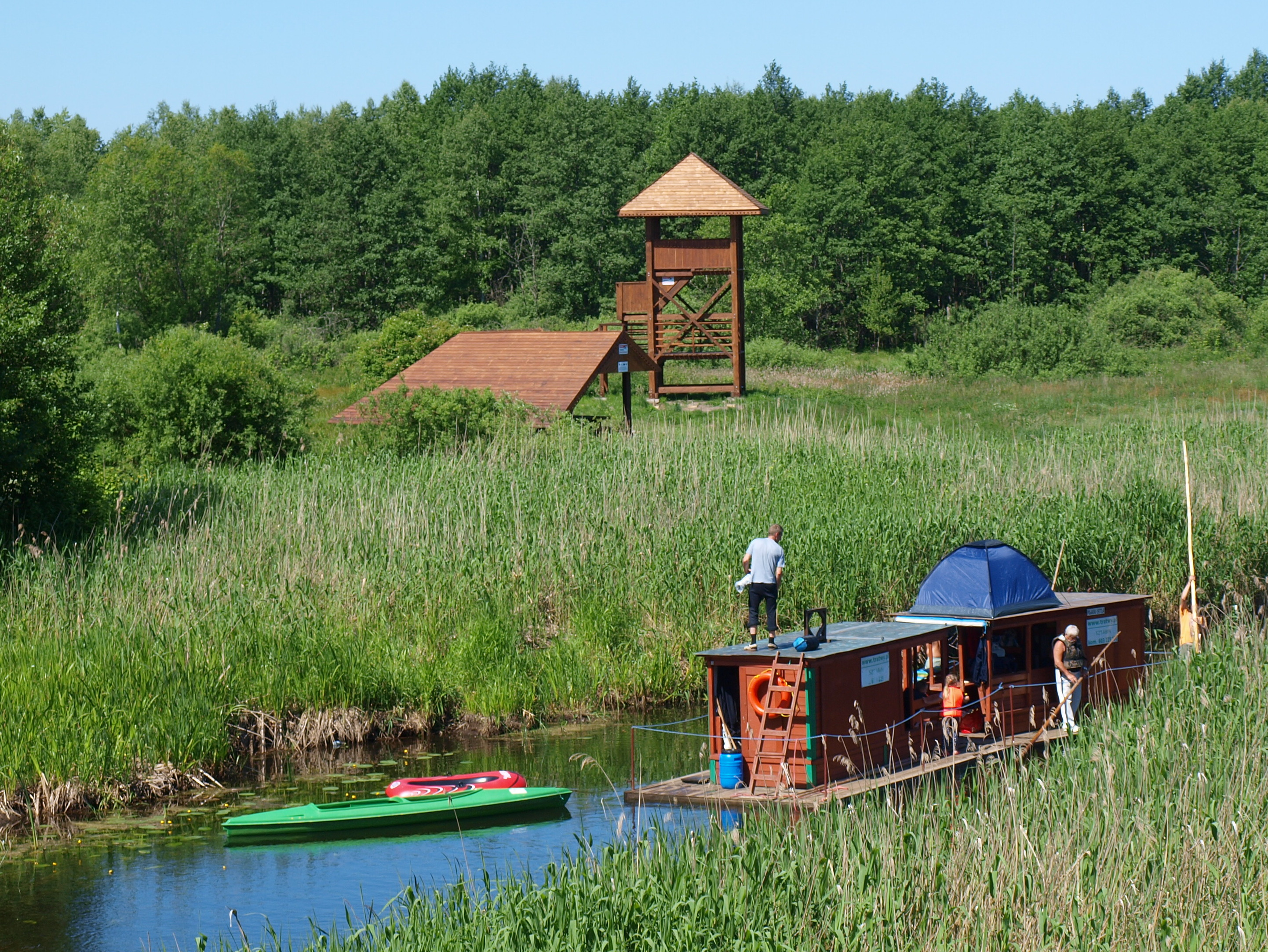
Spływ tratwą na Biebrzy

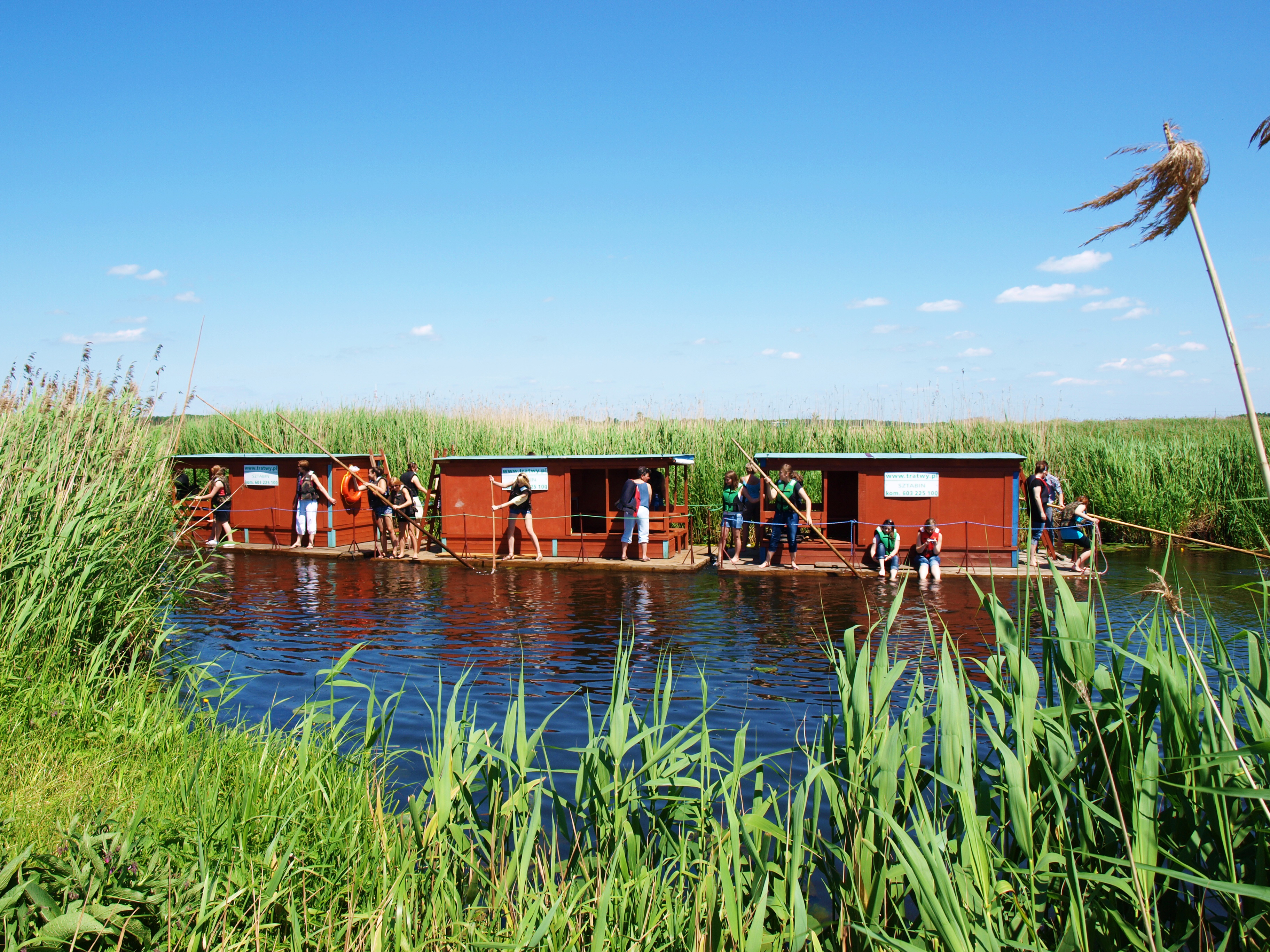
Tratwy ze Sztabina

Miejscowość jest znana głównie ze względu na eksperymenty społeczne i gospodarcze hrabiego Karola Brzostowskiego. W latach dwudziestych XIX wieku założył on tzw. rzeczpospolitą sztabińską. Uwolnił chłopów od pańszczyzny, założył szkołę i wprowadził w swoich dobrach obowiązkowe bezpłatne nauczanie, unowocześnił rolnictwo (wprowadził płodozmian i nowe narzędzia), wybudował szpital, do którego sprowadził lekarza, wprowadził kodeks karny, założył kasę oszczędnościową i pożyczkową.
Wybudował hutę szkła, cegielnię, tartak, fabrykę wyrobów żeliwnych (wybudował piec do przetapiania rudy darniowej), doprowadzając upadający majątek do rozkwitu. Dzięki niemu w 1895 roku powstała parafia, zbudowano także przystań na Biebrzy.
Po śmierci (1854) przekazał swoje dobra chłopom w wieczystą dzierżawę, jednak władze rosyjskie unieważniły jego testament. Sztabin powoli tracił na znaczeniu i w 1897 został pozbawiony praw miejskich.
Ludność Sztabina brała czynny udział w walkach narodowowyzwoleńczych. W czasie powstania styczniowego w okolicy działał oddział pułkownika Konstantego Ramotowskiego „Wawra”, którego obozowisko na Kozim Rynku w Puszczy Augustowskiej było miejscem jednej z większych bitew w tym regionie.
Według Powszechnego Spisu Ludności z 1921 roku Sztabin zamieszkiwało 500 osób, wśród których 437 było wyznania rzymskokatolickiego, 1 prawosławnego, a 62 mojżeszowego. Jednocześnie wszyscy mieszkańcy zadeklarowali polską przynależność narodową. Były tu 83 budynki mieszkalne.
W okresie II wojny światowej (1 maja 1943) oddział AK odbił Sztabin z rąk niemieckich na 6 godzin.
Okres powojenny był dla Sztabina tragiczny. Na terenie gminy w tzw. obławie lipcowej w 1945 r. aresztowano i wywieziono 126 osób. Nadal działały zbrojne grupy partyzanckie, które przetrwały do początku lat 50.

## Zabytki

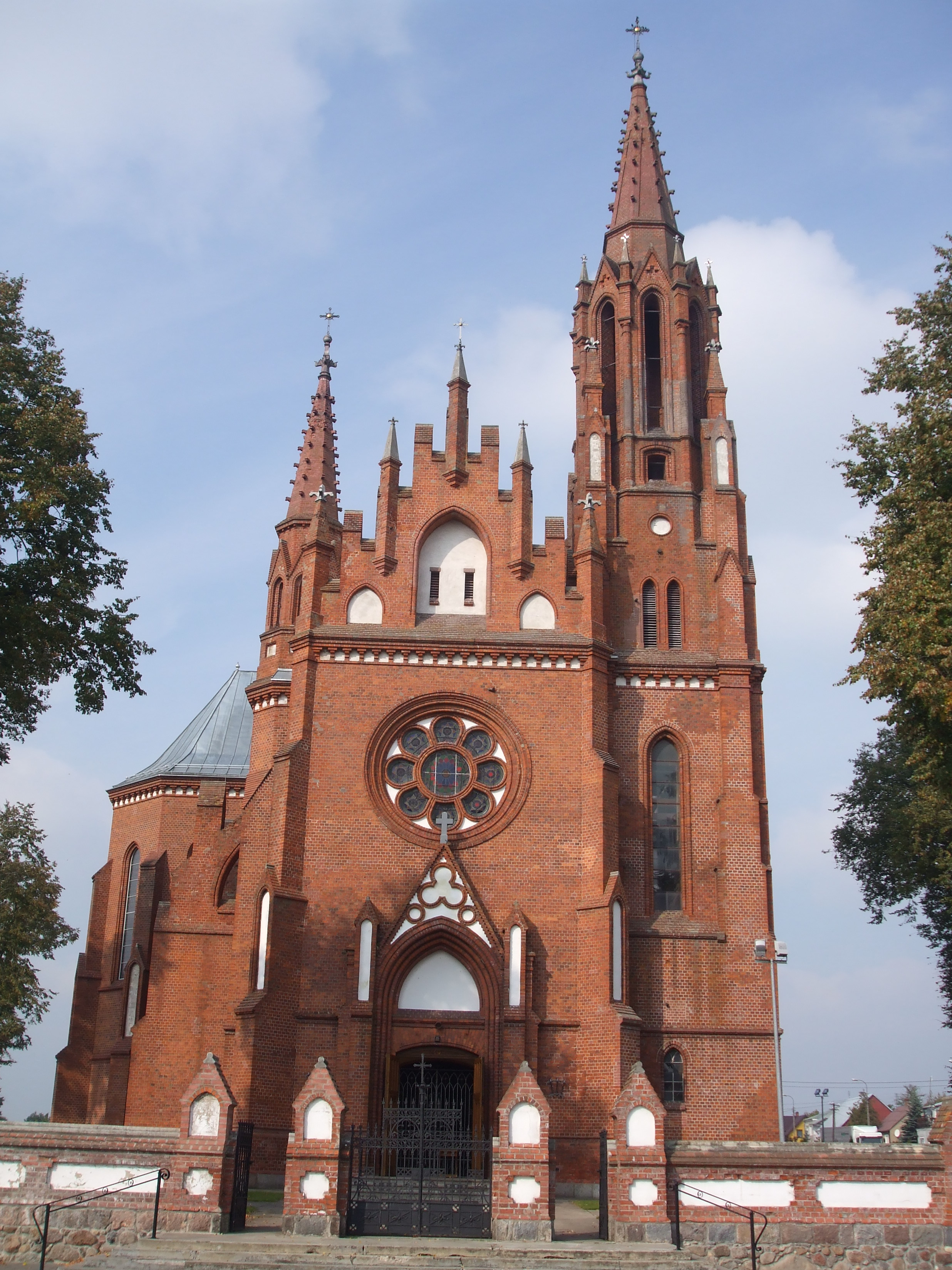
Kościół św. Jakuba w Sztabinie

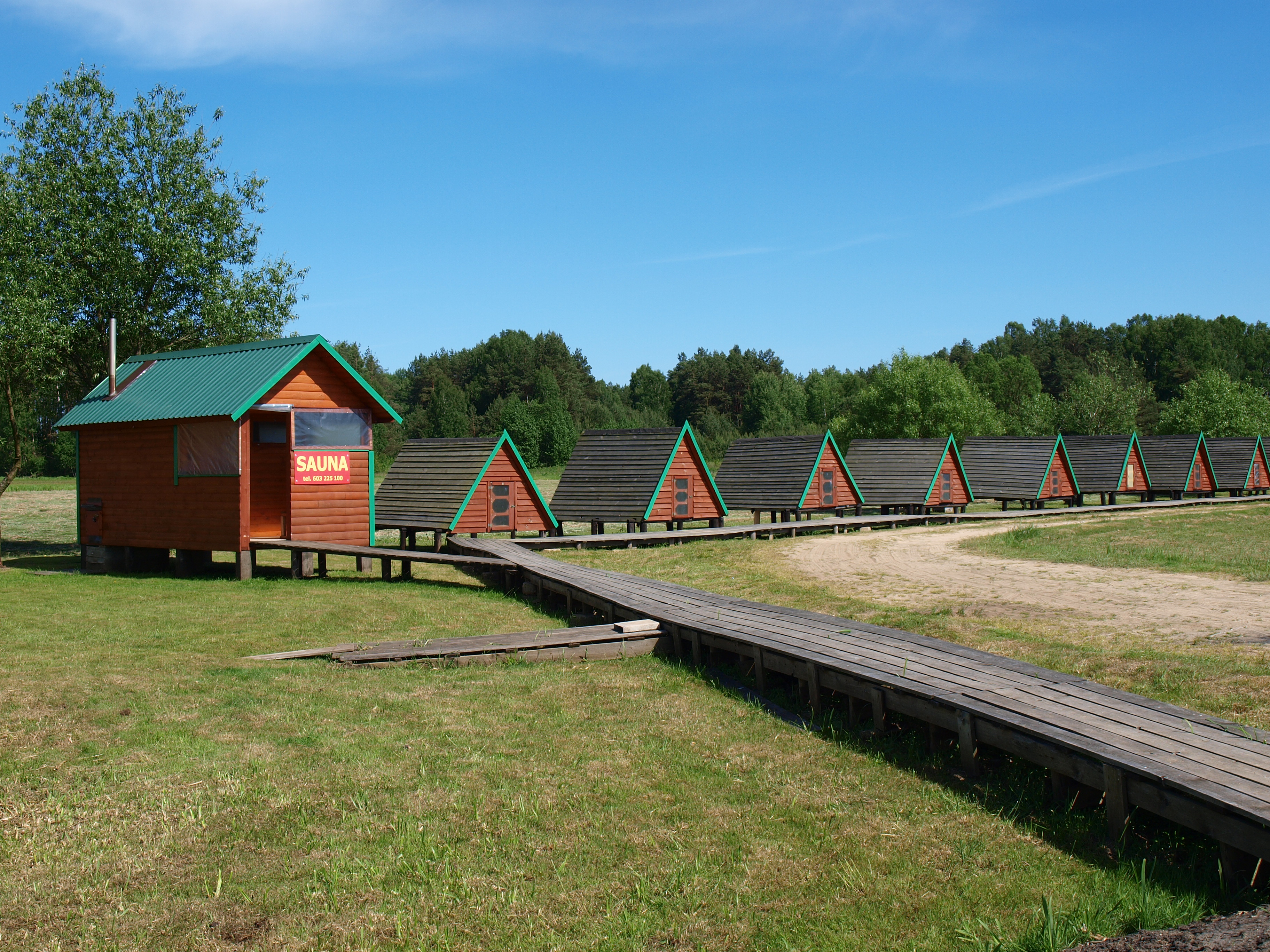
Kemping w Sztabinie

Do rejestru zabytków Narodowego Instytutu Dziedzictwa wpisane są następujące obiekty:
- neogotycki kościół parafialny pod wezwaniem św. Jakuba, 1910, nr rej.:659 z 10.03.1989.

Inne:
- cmentarz żydowski. Znajduje się po zachodniej stronie ul. Augustowskiej, około 700 m na północny zachód od centrum miejscowości[13].

## Inne
- Punkt Punkt Informacji Turystycznej w Sztabinie[14]
- Biebrzański Park Narodowy

Rezerwaty:
- leśny Kozi Rynek
- florystyczno-faunistyczny Kuriańskie Bagno
- florystyczny Glinki (ze stanowiskiem pióropusznika strusiego)
- Urząd Gminy Sztabin wydaje miesięcznik Nasz Sztabiński Dom.

## Urodzeni w Sztabinie
- Kazimierz Halicki (1894–1973) – podpułkownik kawalerii Wojska Polskiego, działacz niepodległościowy, kawaler Orderu Virtuti Militari
- Jarosław Gruda – aktor telewizyjny i filmowy
- Michał Łazarski (1896–1944) – działacz niepodległościowy i rolniczy, porucznik Wojska Polskiego, kawaler Orderu Virtuti Militari, poseł na Sejm (1928–1938) i senator (1938–1939)
- Marian Szamatowicz – ginekolog-położnik, profesor Uniwersytetu Medycznego w Białymstoku, w 1987 dokonał pierwszego w Polsce, udanego zabiegu zapłodnienia człowieka metodą in vitro
- Alicja Szastyńska-Siemion – filolog klasyczny, profesor w Zakładzie Filologii Greckiej Instytutu Studiów Klasycznych, Śródziemnomorskich i Orientalnych Uniwersytetu Wrocławskiego
- Tadeusz Zawistowski – duchowny, biskup